# UM Air
 (octobre 2020).
UM Air (code AITA : UF ; code OACI : UKM) dont le nom complet est, en anglais Ukrainian-Mediterranean Airlines et en ukrainien Українсько-середземноморські Авіалiнїі (Lignes aériennes ukraino-méditerranéennes) - est une compagnie aérienne ukrainienne, basée à Kiev.

## Historique
Ukrainian-Mediterranean Airlines a été fondée en 1998 et reçu son certificat d'opération aérienne le 15 septembre 1999. Elle s'est basée à l'aéroport de Sa base se trouve à Aéroport de Kiev Boryspol et a opéré son premier vol en avril 2000.
L'administration ukrainienne de l'air a décidé , en 2007, de refuser sa licence de vol du fait d'inquiétudes concernant la sécurité des vols. La Commission européenne a interdit à UM Air, en septembre 2007, le survol de son espace aérien du fait de questions de sécurité. La compagnie aérienne fut autorisée, en novembre 2009, à reprendre ses vols à destination de l'Union européenne.

## Flotte
Au 1er juillet 2012, la flotte d'UM Air se compose de :
Par le passé, la compagnie a utilisé des Antonov An-26(A), Antonov An-24RV, McDonnell Douglas MD-80, Tupolev Tu-134A, Yakovlev Yak-42D.

## Galerie

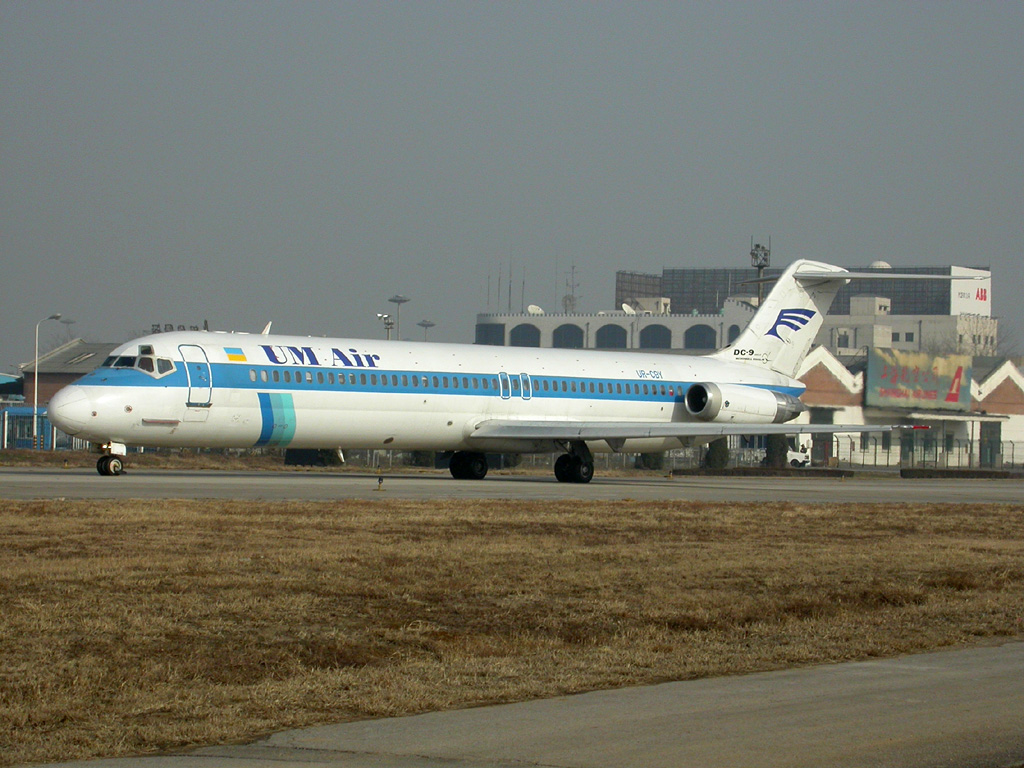
DC-9-51 d'UM Air portant encore les couleurs de son ancien propriétaire Finnair (2003)